# Driewegen (Terneuzen)
Driewegen é uma cidade dos Países Baixos, na província de Zelândia. Driewegen (Terneuzen) pertence ao município de Terneuzen.
A área de Driewegen, que também inclui as partes periféricas da cidade, bem como a zona rural circundante, tem uma população estimada em 80 habitantes.